# Stigmella atrata
Stigmella atrata là một loài bướm đêm thuộc họ Nepticulidae. Nó được tìm thấy ở New Zealand.
Chiều dài cánh trước khoảng 4 mm. Con trưởng thành bay vào tháng 1, tháng 2, tháng 11 và tháng 12. Có thể có một lứa một năm.
Ấu trùng ăn Brachyglottis reinoldii. Chúng ăn lá nơi chúng làm tổ.